# Tottenham Hotspur FC (női csapat)
A Tottenham Hotspur FC Women egy angol élvonalbeli női labdarúgócsapat Londonból. Hazai mérkőzéseiket Edgware-ben a The Hive Stadionban rendezik.

## Története
A klub 1985-ben Broxbourne Ladies néven alakult. Az 1991–92-es szezon kezdete előtt vették fel a Tottenham Hotspur nevet.
A Barnet and Southgate College együttműködésével sportakadémiát hozták létre. A Development Centre a 16–19 éves korosztályok központi intézménye.

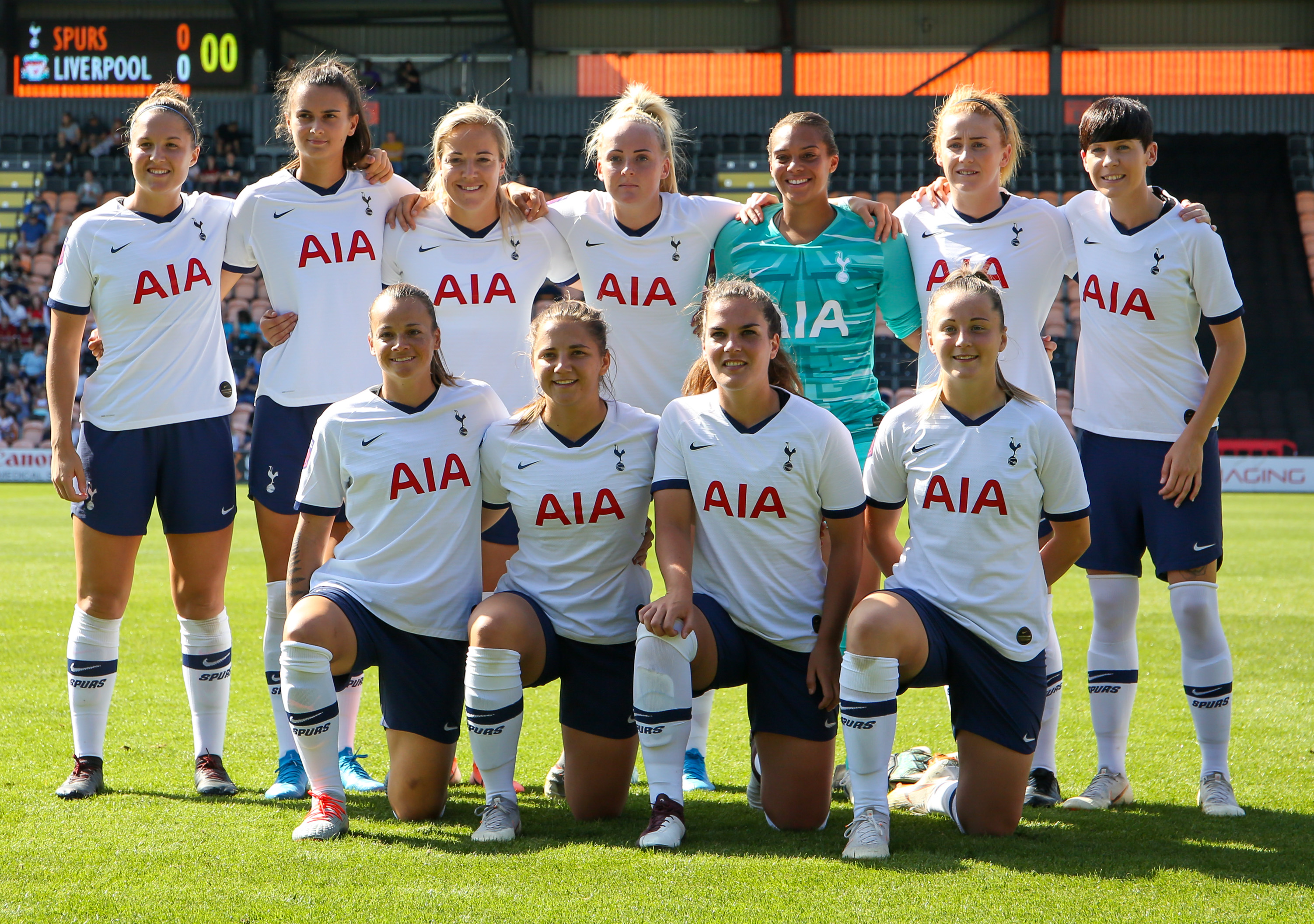
2019. szeptember 15-én a Liverpool elleni bajnoki mérkőzésen.
Felső sor, balról: Hannah Godfrey, Rosella Ayane, Gemma Davison, Chloe Peplow, Becky Spencer, Lucy Quinn, Ashleigh Neville.
Alsó sor, balról: Ria Percival, Kit Graham, Siri Worm, Anna Filbey.

## Sikerlista
- FA WSL 2 győztes (1): 2015
- Premier League Southern Division győztes (1): 2016–17
- South West Combination győztes (1): 2010–11
- FA Women's Premier League Cup (2): 2015–16, 2016–17

## Játékoskeret
2024. szeptember 6-tól
| #  |     | Poszt | Név              |
| -- | --- | ----- | ---------------- |
| 22 | JAM | K     | Rebecca Spencer  |
| 27 | ENG | K     | Eleanor Heeps    |
| 2  | AUS | V     | Charlotte Grant  |
| 3  | ENG | V     | Ella Morris      |
| 4  | ENG | V     | Amy James-Turner |
| 5  | ENG | V     | Molly Bartrip    |
| 6  | SWE | V     | Amanda Nildén    |
| 15 | AUS | CS    | Clare Hunt       |
| 21 | SUI | V     | Luana Bühler     |
| 29 | ENG | V     | Ashleigh Neville |
| 14 | HUN | KP    | Csiki Anna       |

| #  |     | Poszt | Név               |
| -- | --- | ----- | ----------------- |
| 20 | FIN | KP    | Olga Ahtinen      |
| 24 | JAM | KP    | Drew Spence       |
| 25 | FIN | KP    | Eveliina Summanen |
| 77 | CHN | KP    | Vang Suang        |
| 7  | ENG | CS    | Jessica Naz       |
| 8  | AUS | CS    | Hayley Raso       |
| 9  | ENG | CS    | Bethany England   |
| 13 | SWE | CS    | Matilda Vinberg   |
| 16 | ENG | CS    | Kit Graham        |
| 17 | SCO | CS    | Martha Thomas     |

### Kölcsönben
| #  |     | Poszt | Név                                               |
| -- | --- | ----- | ------------------------------------------------- |
| 23 | MAR | CS    | Rosella Ayane (kölcsönben a Chicago Red Starsnál) |

## Korábbi híres játékosok
| - Angela Addison - Asmita Ale - Bianca Baptiste - Ellie Brazil - Grace Clinton - Gemma Davison - Rianna Dean - Coral-Jade Haines - Kerys Harrop - Hannah Mackenzie - Sophie McLean - Abbie McManus - Chloe Morgan - Ella Morris - Gracie Pearse - Chloe Peplow - Lauren Pickett - Jenna Schillaci - Chioma Ubogagu - Maya Vio - Toni-Anne Wayne - Rachel Williams - Alex Morgan - Claire Hunt - Alanna Kennedy - Kyah Simon - Viktoria Schnaderbeck | - Barbora Votíková - Lucía León - Rachel Furness - Tinja-Riikka Korpela - Maéva Clémaron - Siri Worm - Emma Beckett - Lucy Quinn - Ivabucsi Mana - Shelina Zadorsky - Tang Csi-ali - Cso Szojun - Nikola Karczewska - Silvana Flores - Ramona Petzelberger - Celin Bizet Ildhusøy - Aurora Mikalsen - Hannah Godfrey - Emma Mukandi - Ria Percival - Anna Filbey - Josie Green - Angharad James - Esther Morgan - Sarah Wiltshire - Megan Wynne |